# Yutou, Fujian
Yutou (kinesiska: 屿头)  är en socken i sydöstra Kina. Den ligger i Pingtan härad i provinshuvudstaden Fuzhou i provinsen Fujian, omkring 55 kilometer sydost om provinshuvudstaden Fuzhou. Antalet invånare är 13 852. Befolkningen består av 6 968 kvinnor och 6 884 män. Barn under 15 år utgör 19,0 %, vuxna 15-64 år 72 %, och äldre över 65 år 8,0 %.